# Bitume fluidifié
Cet article possède un paronyme, voir Bitume (homonymie).
Un bitume fluidifié (« cutback bitumen » en anglais, « cutback asphalt » en américain), autrefois usuellement appelé en France « cut-back », est un bitume dont la viscosité a été réduite par l'ajout d'un diluant plus ou moins volatil.

## Typologie selon la vitesse de séchage
Sur le plan international, on distingue souvent les bitumes fluidifiés par leur vitesse de séchage, elle-même fonction du fluidifiant (essence, kérosène ou gazole) :
- lente (SC, de l’anglais slow-curing)[1] ;
- moyenne (MC, medium-curing) ;
- rapide (RC, rapid-curing).

En France, compte tenu des conditions climatiques moyennes, les bitumes fluidifiés sont du type MC et sont obtenus par fluidification du bitume par du kérosène. Tous les bitumes routiers peuvent être fluidifiés, mais pour les mêmes raisons climatiques, on n’utilise pratiquement que du 80-100.
La fabrication des bitumes fluidifiés se fait en France exclusivement en raffinerie, pour des raisons de sécurité et d’homogénéité du produit obtenu.

## Caractéristiques principales

### Viscosité
La viscosité S.T.V (BRTA) des bitumes fluidifiés est mesurée généralement à 25 °C, dans des conditions normalisées. Le chiffre indiqué représente le temps d'écoulement (exprimé en seconde) de 50 cm3 du produit à étudier à travers un orifice de 10 mm de diamètre. Lorsqu'avec cet orifice le temps d'écoulement est inférieur à 15 s, on utilise un orifice de 4 mm qui donne un temps d'écoulement environ trente fois supérieur.

### Teneur en solvants
Les pourcentages de solvants sont exprimés en volume (%vol) et non en poids. le produit à analyser est distillé selon un protocole normalisé (appareillage, méthode...). 
Il y a deux modes de présentation des résultats :
- volume de solvants par rapport au cut-back total pour les cut-backs courants ;
- volumes de solvants par rapport au solvant total pour les cut-backs à séchage rapide.

### Masse volumique
La masse volumique est mesurée au pycnomètre à 15 °C.

### Point d'inflammabilité
Le point d'inflammabilité est la température à laquelle, en présence d'une flamme, une étincelle jaillit du bitume fluidifié chauffé dans une coupe fermée. L'accroissement de température se fait à une vitesse déterminée.

## Classification
Cinq classes de bitumes fluidifiés sont définies dans la norme NF T 65-002 selon leur pseudo-viscosité.
| Caractéristique                                                                     | Essai normalisé          | Classe                     | Classe                     | Classe      | Classe      | Classe      |
| Caractéristique                                                                     | Essai normalisé          | 0-1                        | 10-15                      | 150-250     | 400-600     | 800-1400    |
| ----------------------------------------------------------------------------------- | ------------------------ | -------------------------- | -------------------------- | ----------- | ----------- | ----------- |
| Pseudoviscosité mesurée au viscosimètre                                             | NF T 66-005              |                            |                            |             |             |             |
| — d’orifice 4 mm, à 25 °C (s)                                                       |                          | < 30                       |                            |             |             |             |
| — d’orifice 10 mm, à 25 °C (s)                                                      |                          |                            | 10 à 15                    | 150 à 250   | 400 à 600   |             |
| — d’orifice 10 mm, à 40 °C (s)                                                      |                          |                            |                            |             |             | 80 à 200    |
| Densité relative à 25 °C (au pycnomètre)                                            | NF T 66-007              | 0,90 à 1,02                | 0,90 à 1,02                | 0,92 à 1,04 | 0,92 à 1,04 | 0,92 à 1,04 |
| Distillation fractionnée (résultats exprimés en pourcentage du volume initial)      | NF T 66-003              |                            |                            |             |             |             |
| Fraction distillant au-dessous de :                                                 |                          |                            |                            |             |             |             |
| 190 °C                                                                              |                          | < 9                        |                            |             |             |             |
| 225 °C                                                                              |                          | 10 à 27                    | < 11                       | < 3         | < 2         | < 2         |
| 315 °C                                                                              |                          | 30 à 45                    | 16 à 28                    | 6 à 15      | 5 à 12      | 3 à 11      |
| 360 °C                                                                              |                          | < 47                       | < 32                       | < 20        | < 15        | < 13        |
| Pénétrabilité (à 25 °C, 100 g, 5 s) du résidu à 360 °C de la distillation (1/10 mm) | NF EN 1426 (NF T 66-004) | 80 à 250                   | 80 à 250                   | 80 à 200    | 80 à 200    | 80 à 200    |
| Point d'éclair (vase clos) (°C)                                                     | NF T 66-009              | A : 21 < 55 °C B : > 55 °C | A : 21 < 55 °C B : > 55 °C | > 55 °C     | > 55 °C     | > 55 °C     |

## Utilisation
Les bitumes fluidifiés 0-1 sont utilisés pour l’imprégnation des sols relativement compacts et les bitumes fluidifiés 10-15 pour celle des sols plus poreux. 
On utilise les bitumes fluidifiés 150-250 pour les enrobages à froid, les emplois partiels et les enduits superficiels sur route à trafic faible en début et fin de saison.
Les bitumes fluidifiés 400-600 sont réservés de préférence pour les enrobés et les enduits superficiels. Ces enduits peuvent être également exécutés sur routes moyennement circulées avec des bitumes 800-1200, au prix de certaines précautions.
Les bitumes fluidifiés 800-1400 sont utilisés pour les enduits superficiels sur routes à forte circulation.